# Surachai Chawna
Surachai Chawna (thailändisch สุรชัย ชาวนา; * 23. März 1999) ist ein thailändischer Fußballspieler.

## Karriere
Surachai Chawna spielte von 2018 bei Air Force United in Bangkok. 2018 spielte er mit der Air Force in der ersten Liga, Thai League. Hier absolvierte er 14 Erstligaspiele. Ende 2018 musste er mit dem Club den Weg in die zweite Liga antreten. 2020 wechselte er zum Ligakonkurrenten Kasetsart FC, einem Verein, der ebenfalls in der Hauptstadt Bangkok beheimatet ist. Bis Ende Juni 2020 absolvierte er drei Zweitligaspiele für Kasetsart. Mitte 2020 verließ er Bangkok und ging nach Lampang, wo er sich dem Ligakonkurrenten Lampang FC anschloss. Für Lampang stand er 22-mal in der zweiten Liga auf dem Spielfeld. Im Mai 2021 unterschrieb er einen Vertrag beim Erstligaabsteiger Sukhothai FC. Für den Verein aus Sukhothai absolvierte er zwei Zweitligaspiele. Zur Rückrunde 2021/22 wechselte er zum Drittligisten Phitsanulok FC. Am Ende der Saison wurde er mit dem Verein aus Phitsanulok Vizemeister der Northern Region. In den Aufstiegsspielen zur zweiten Liga konnte man sich jedoch nicht durchsetzen. Im August 2022 wechselte er zum Zweitligaabsteiger Khon Kaen FC. Mit dem Verein aus Khon Kaen spielte er 37-mal in der North/Eastern Region der Liga. Hierbei schoss er sechs Tore. Im Sommer 2024 wechselte er zu dem ebenfalls in der North/Eastern Region spielenden Yasothon FC.